# Selezioni giovanili della nazionale maschile di pallacanestro dell'Islanda
Le selezioni giovanili della nazionale di pallacanestro dell'Islanda sono gestite dalla Federazione cestistica dell'Islanda e partecipano ai tornei cestistici internazionali per squadre nazionali, limitatamente a specifiche classi d'età.

## Under-20
Rappresenta i migliori giocatori di nazionalità islandese di età non superiore ai 20 anni. Partecipa a tutte le manifestazioni internazionali giovanili di pallacanestro per nazioni gestite dalla FIBA.
Nel corso degli anni questa selezione ha subito alcuni cambiamenti nel nome, dovuti agli adeguamenti nelle normative della FIBA in fatto di classificazione delle categorie giovanili.
Agli inizi la denominazione originaria era Nazionale Juniores, in quanto la FIBA classificava le fasce di età sotto i 22 anni con la denominazione "juniores". In seguito, denominazione e fasce di età sono state equiparate, divenendo Nazionale Under 22. Dal 2000, la FIBA ha modificato nuovamente il tutto, equiparando sotto la dicitura "under 20" sia denominazione che fasce di età. Da allora la selezione ha preso il nome attuale.

### Partecipazioni
- 2017 - 8°
- 2018 - 15°
- 2023 - 12°

 Islanda under 20 - Campionato europeo maschile di pallacanestro Under-20 20174 Hermannsson, 5 Hermannsson, 6 Guðmundsson, 7 Vignisson, 8 Pálsson, 9 Þorbjarnarson, 10 Jónsson, 11 Stefánsson, 12 Halldórsson, 13 Gylfason, 14 Kristjánsson, 15 Hlinason,        All. Finnur Freyr Stefánsson
 Islanda under 20 - Campionato europeo maschile di pallacanestro Under-20 20184 Jonsson, 5 Sverrisson, 6 Guðmundsson, 7 Hjalmarsson, 8 Asgeirsson, 9 Thorbjarnarson, 10 Halldorsson, 11 Stefánsson, 12 S. Johannesson, 13 S. Johannesson, 14 Hrafnsson, 15 Hermannsson,        All. Israel Martin
 Islanda under 20 - Campionato europeo maschile di pallacanestro Under-20 20234 Kjartansson, 5 Þrastarson, 6 Styrmisson, 7 Sigurðsson, 8 Knudsen, 9 Pálsson, 10 Baldursson, 11 Atlason, 12 Ólason, 13 Bárðarson, 14 Gunnarsson, 15 Ingólfsson,        All. Pétur Már Sigurðsson

## Under-18
Rappresenta i migliori giocatori di nazionalità islandese di età non superiore ai 18 anni. Partecipa a tutte le manifestazioni internazionali giovanili di pallacanestro per nazioni gestite dalla FIBA.
Nel corso degli anni questa selezione ha subito alcuni cambiamenti nel nome, dovuti agli adeguamenti nelle normative della FIBA in fatto di classificazione delle categorie giovanili.
Agli inizi la denominazione originaria era Nazionale Cadetti, in quanto la FIBA classificava le fasce di età dai 16 ai 18 anni con la denominazione "cadetti". Dal 2000, la FIBA ha modificato il tutto, equiparando sotto la dicitura under 18, sia denominazione che fasce di età. Da allora la selezione ha preso il nome attuale.

### Partecipazioni
FIBA EuroBasket Under-18
- 2006 - 15°

## Under-16
Rappresenta i migliori giocatori di nazionalità islandese di età non superiore ai 16 anni. Partecipa a tutte le manifestazioni internazionali giovanili di pallacanestro per nazioni gestite dalla FIBA.
Nel corso degli anni questa selezione ha subito alcuni cambiamenti nel nome, dovuti agli adeguamenti nelle normative della FIBA in fatto di classificazione delle categorie giovanili.
Agli inizi la denominazione originaria era Nazionale Allievi, in quanto la FIBA classificava le fasce di età dai 16 ai 18 anni con la denominazione "allievi". Dal 2000, la FIBA ha modificato il tutto, equiparando sotto la dicitura under 16, sia denominazione che fasce di età. Da allora la selezione ha preso il nome attuale.

### Partecipazioni
FIBA EuroBasket Under-16
- 1975 - 16°
- 1993 - 9°
- 2005 - 14°
- 2006 - 16°